# Campionato mondiale di baseball 2003
Il XXXV Campionato mondiale di baseball si tenne a Cuba dal 12 al 25 ottobre 2003.

## Classifica finale
| Pos. | Squadra       |
| ---- | ------------- |
|      | Cuba          |
|      | Panama        |
|      | Giappone      |
| 4    | Taipei cinese |
| 5    | Stati Uniti   |
| 6    | Nicaragua     |
| 7    | Corea del Sud |
| 8    | Brasile       |

## Risultati

### Primo turno

#### Gruppo A
| Data       | Ora   | Stadio    | Squadra 1     | Squadra 2     | Ris.   | Note      |
| ---------- | ----- | --------- | ------------- | ------------- | ------ | --------- |
| 12 ottobre | 15h00 | La Havane | Cuba          | Taiwan        | 6 - 3  |           |
| 13 ottobre | 20h00 | La Havane | Italia        | Russia        | 9 - 1  |           |
| 13 ottobre | 20h00 | Matanzas  | Nicaragua     | Canada        | 2 - 4  |           |
| 14 ottobre | 14h00 | La Havane | Russia        | Canada        | 0 - 10 | 7 manches |
| 14 ottobre | 14h00 | La Havane | Taiwan        | Nicaragua     | 2 - 5  |           |
| 14 ottobre | 14h00 | La Havane | Cuba          | Corea del Sud | 4 - 0  |           |
| 15 ottobre | 14h00 | La Havane | Nicaragua     | Italia        | 6 - 5  |           |
| 15 ottobre | 20h00 | Matanzas  | Corea del Sud | Russia        | 26 - 3 | 7 manches |
| 15 ottobre | 20h00 | La Havane | Taiwan        | Canada        | 10 - 2 |           |
| 17 ottobre | 14h00 | La Havane | Italia        | Canada        | 3 - 5  |           |
| 17 ottobre | 14h00 | La Havane | Taiwan        | Corea del Sud | 8 - 2  |           |
| 17 ottobre | 20h00 | La Havane | Cuba          | Russia        | 20 - 1 | 7 manches |
| 18 ottobre | 14h00 | La Havane | Canada        | Corea del Sud | 5 - 17 | 7 manches |
| 18 ottobre | 20h00 | Matanzas  | Russia        | Nicaragua     | 3 - 14 |           |
| 18 ottobre | 20h00 | La Havane | Cuba          | Italia        | 7 - 0  |           |
| 19 ottobre | 14h00 | La Havane | Corea del Sud | Nicaragua     | 2 - 3  |           |
| 19 ottobre | 20h00 | Matanzas  | Taiwan        | Italia        | 5 - 4  |           |
| 19 ottobre | 20h00 | La Havane | Canada        | Cuba          | 0 - 8  |           |
| 20 ottobre | 14h00 | La Havane | Russia        | Taiwan        | 4 - 1  |           |
| 20 ottobre | 20h00 | Matanzas  | Corea del Sud | Italia        | 4 - 2  |           |
| 20 ottobre | 14h00 | La Havane | Nicaragua     | Cuba          | 1 - 7  |           |

| Pos. | Squadra       | G | V | P | PF | PS | %     |
| ---- | ------------- | - | - | - | -- | -- | ----- |
| 1    | Cuba          | 6 | 6 | 0 | 52 | 5  | 1.000 |
| 2    | Nicaragua     | 6 | 4 | 2 | 31 | 23 | .667  |
| 3    | Taipei cinese | 6 | 3 | 3 | 29 | 23 | .500  |
| 4    | Corea del Sud | 6 | 3 | 3 | 51 | 25 | .500  |
| 5    | Canada        | 6 | 3 | 3 | 26 | 40 | .500  |
| 6    | Italia        | 6 | 1 | 5 | 23 | 28 | .167  |
| 7    | Russia        | 6 | 1 | 5 | 12 | 80 | .167  |

G : giocate, V : vinte, P : perse, PF : punti fatti, PS : punti subiti, % : percentuale vittorie.

#### Gruppo B
| Data       | Ora   | Stadio   | Squadra 1   | Squadra 2   | Ris.      | Note       |
| ---------- | ----- | -------- | ----------- | ----------- | --------- | ---------- |
| 12 ottobre | 20h00 | Santiago | Giappone    | Paesi Bassi | 12 - 2    | 7 manches  |
| 12 ottobre | 20h00 | Holguin  | Messico     | USA         | 0 - 4     |            |
| 13 ottobre | 20h00 | Santiago | Cina        | Francia     | 6 - 5     | 11 manches |
| 13 ottobre | 20h00 | Holguin  | Brasile     | Panama      | 6 - 11    |            |
| 14 ottobre | 14h00 | Santiago | Paesi Bassi | Cina        | 12 - 5    |            |
| 14 ottobre | 14h00 | Holguin  | Panama      | Messico     | 7 - 3     |            |
| 14 ottobre | 20h00 | Santiago | Francia     | Giappone    | 0 - 18    | 7 manches  |
| 14 ottobre | 20h00 | Holguin  | USA         | Brasile     | 7 - 1     |            |
| 15 ottobre | 14h00 | Santiago | Paesi Bassi | Francia     | 12 - 0    | 7 manches  |
| 15 ottobre | 14h00 | Holguin  | Brasile     | Messico     | 5 - 3     |            |
| 15 ottobre | 20h00 | Santiago | Giappone    | Cina        | 16 - 1    | 7 manches  |
| 15 ottobre | 20h00 | Holguin  | Panama      | USA         | 5 - 12    |            |
| 17 ottobre | 14h00 | Santiago | Paesi Bassi | Panama      | 2 - 4     |            |
| 17 ottobre | 14h00 | Holguin  | USA         | Francia     | 14 - 2    | 7 manches  |
| 17 ottobre | 20h00 | Santiago | Giappone    | Brasile     | 8 - 2     |            |
| 17 ottobre | 20h00 | Holguin  | Messico     | Cina        | 5 - 0     |            |
| 18 ottobre | 14h00 | Santiago | Brasile     | Paesi Bassi | 2 - 1     |            |
| 18 ottobre | 14h00 | Holguin  | Francia     | Messico     | 0 - 15    | 7 manches  |
| 18 ottobre | 20h00 | Santiago | Giappone    | Panama      | 10 - 4    |            |
| 18 ottobre | 20h00 | Holguin  | USA         | Cina        | 4 - 1     |            |
| 19 ottobre | 14h00 | Santiago | Messico     | Paesi Bassi | 3 - 6     |            |
| 19 ottobre | 14h00 | Holguin  | Francia     | Brasile     | 4 - 7     |            |
| 19 ottobre | 20h00 | Santiago | USA         | Giappone    | 1 - 2     |            |
| 19 ottobre | 20h00 | Holguin  | Paesi Bassi | USA         | annullata |            |
| 20 ottobre | 14h00 | Santiago | Cina        | Panama      | 1 - 17    | 8 manches  |
| 20 ottobre | 14h00 | Holguin  | Cina        | Brasile     | 0 - 4     |            |
| 20 ottobre | 20h00 | Santiago | Messico     | Giappone    | 6 - 8     | 10 manches |
| 20 ottobre | 20h00 | Holguin  | Panama      | Francia     | 19 - 2    | 7 manches  |

| Pos. | Squadra     | G | V | P | PF | PS | %     |
| ---- | ----------- | - | - | - | -- | -- | ----- |
| 1    | Giappone    | 7 | 7 | 0 | 74 | 16 | 1.000 |
| 2    | Stati Uniti | 6 | 5 | 1 | 42 | 11 | .833  |
| 3    | Panama      | 7 | 5 | 2 | 67 | 36 | .714  |
| 4    | Brasile     | 7 | 4 | 3 | 27 | 34 | .571  |
| 5    | Paesi Bassi | 6 | 3 | 3 | 35 | 26 | .500  |
| 6    | Messico     | 7 | 2 | 5 | 35 | 30 | .286  |
| 7    | Cina        | 7 | 1 | 6 | 14 | 63 | .143  |
| 8    | Francia     | 7 | 0 | 7 | 13 | 91 | .000  |

G : giocate, V : vinte, P : perse, PF : punti fatti, PS : punti subiti, % : percentuale vittorie.

### Fase finale
|  | Quarti di finale               | Quarti di finale               |                                |          | Semifinali                | Semifinali                |  |  | Finale                         | Finale |
|  |                                |                                |                                |          |                           |                           |  |  |                                |        |
|  | 22 ottobre - 14h00 (Matanzas)  |                                |                                |          |                           |                           |  |  |                                |        |
|  |                                |                                |                                |          |                           |                           |  |  |                                |        |
|  | Nicaragua                      | 0                              |                                |          |                           |                           |  |  |                                |        |
|  | Nicaragua                      | 0                              | 23 ottobre - 20h00 (La Havane) |          |                           |                           |  |  |                                |        |
|  | Panama                         | 5                              |                                |          |                           |                           |  |  |                                |        |
|  | Panama                         | 5                              | Panama                         | 4        |                           |                           |  |  |                                |        |
|  | 22 ottobre - 22h00 (Matanzas)  |                                | Panama                         | 4        |                           |                           |  |  |                                |        |
|  |                                | Giappone                       | 1                              |          |                           |                           |  |  |                                |        |
|  | Giappone                       | Giappone                       | 1                              | 2        |                           |                           |  |  |                                |        |
|  | Giappone                       |                                | 25 ottobre - 20h00 (La Havane) | 2        |                           |                           |  |  |                                |        |
|  | Corea del Sud                  | 0                              |                                |          |                           |                           |  |  |                                |        |
|  | Corea del Sud                  | 0                              | Cuba                           | 4        |                           |                           |  |  |                                |        |
|  | 22 ottobre - 14h00 (La Havane) |                                | Cuba                           | 4        |                           |                           |  |  |                                |        |
|  |                                | Panama                         | 2                              |          |                           |                           |  |  |                                |        |
|  | Stati Uniti                    | Panama                         | 2                              | 1        |                           |                           |  |  |                                |        |
|  | Stati Uniti                    | 23 ottobre - 20h00 (La Havane) |                                | 1        |                           |                           |  |  |                                |        |
|  | Taipei cinese                  | 2                              |                                |          |                           |                           |  |  |                                |        |
|  | Taipei cinese                  | 2                              | Cuba                           | 6        | Finale per il terzo posto | Finale per il terzo posto |  |  |                                |        |
|  | 22 ottobre - 22h00 (La Havane) |                                | Cuba                           | 6        | Finale per il terzo posto | Finale per il terzo posto |  |  |                                |        |
|  |                                | Taipei cinese                  | 3                              |          |                           |                           |  |  |                                |        |
|  | Cuba                           | Taipei cinese                  | 3                              | 4        | Taipei cinese             | 3                         |  |  |                                |        |
|  | Cuba                           |                                |                                | 4        | Taipei cinese             | 3                         |  |  |                                |        |
|  | Brasile                        | 3                              |                                | Giappone | 7                         |                           |  |  |                                |        |
|  | Brasile                        | 3                              |                                |          | 7                         |                           |  |  |                                |        |
|  |                                |                                |                                |          |                           |                           |  |  | 25 ottobre - 14h00 (La Havane) |        |
|  |                                |                                |                                |          |                           |                           |  |  |                                |        |

### Torneo di consolazione
|  | Semifinali 5º-8º posto | Semifinali 5º-8º posto | Semifinali 5º-8º posto |           |             | Finale 5º-6º posto | Finale 5º-6º posto | Finale 5º-6º posto |  |
|  |                        |                        |                        |           |             |                    |                    |                    |  |
|  | Corea del Sud          | Corea del Sud          | 3                      |           |             |                    |                    |                    |  |
|  | Corea del Sud          | Corea del Sud          | 3                      |           |             |                    |                    |                    |  |
|  | Nicaragua              | Nicaragua              | 5                      |           |             |                    |                    |                    |  |
|  | Nicaragua              | Nicaragua              | 5                      |           | Stati Uniti | Stati Uniti        | 13                 |                    |  |
|  |                        |                        |                        |           | Stati Uniti | Stati Uniti        | 13                 |                    |  |
|  |                        |                        | Nicaragua              | Nicaragua | 2           |                    |                    |                    |  |
|  | Stati Uniti            | Stati Uniti            | Nicaragua              | Nicaragua | 2           | 13                 |                    |                    |  |
|  | Stati Uniti            | Stati Uniti            |                        |           |             | 13                 |                    |                    |  |
|  | Brasile                | Brasile                | 4                      |           |             | Finale 7º-8º posto | Finale 7º-8º posto | Finale 7º-8º posto |  |
|  | Brasile                | Brasile                | 4                      |           |             |                    |                    |                    |  |
|  |                        |                        |                        |           |             |                    |                    |                    |  |
|  |                        |                        |                        |           |             | Corea del Sud      | Corea del Sud      | 3                  |  |
|  |                        |                        |                        |           |             | Corea del Sud      | Corea del Sud      | 3                  |  |
|  |                        |                        |                        |           |             | Brasile            | Brasile            | 8                  |  |